# برندان فهر
برندان فهر (انگلیسی: Brendan Fehr؛ زادهٔ ۲۹ اکتبر ۱۹۷۷) یک هنرپیشه اهل کانادا است.
از فیلم‌ها یا برنامه‌های تلویزیونی که وی در آن نقش داشته است می‌توان به مردان ایکس: کلاس اول، مقصد نهایی و سرگردان اشاره کرد.